# غواصة يو بي-154
يو بي-154 غواصة ألمانية من فئة يو بي3 خدمت في البحرية الإمبراطورية الألمانية خلال الحرب العالمية الأولى. لم يتم تكليفها مطلقًا بالبحرية الإمبراطورية الألمانية ولكنها سلمت إلى فرنسا في 9 مارس 1919 وفقًا لمتطلبات الهدنة مع ألمانيا وتم تفكيكها في بريست في يوليو 1921.